# Ключ 87
| 爪                     | 爪          | 爪          |
| ---------------------- | ----------- | ----------- |
| 86                     | 87          | 88          |
| Піньінь:               | zhǎo        | zhǎo        |
| Чжуїнь:                | ㄓㄠˇ       | ㄓㄠˇ       |
| Вейд-Джайлз:           | chao3       | chao3       |
| Ютпхін:                | zaau2       | zaau2       |
| Он:                    |             |             |
| Кун:                   |             |             |
| Кандзі:                | 爪 tsume    | 爪 tsume    |
| Хун:                   | 손톱 sontop | 손톱 sontop |
| Им:                    | 조 cho      | 조 cho      |
| Індекс у Вікісловнику: | 爪          | 爪          |

Ключ 87 — ієрогліфічний ключ, що означає кіготь і є одним із 34 (загалом існує 214) ключів Кансі, що складаються з чотирьох рисок.
У Словнику Кансі 36 символів із 40 030 використовують цей ключ.

## Символи, що використовують ключ 87

Як писати ієрогліф.

| без додаткових | 爪 爫    |
| 4 додаткові    | 爬 爭    |
| 5 додаткових   | 爮 爯 爰 |
| 6 додаткових   | 爱       |
| 8 додаткових   | 爲       |
| 10 додаткових  | 爳       |
| 11 додаткових  | 爴       |
| 14 додаткових  | 爵       |